# باشگاه فوتبال مادانگ
باشگاه فوتبال مادانگ که قبلاً با نام‌های مادانگ فلاینگ فاکس، مادانگ نیوپترو فاکس یا به سادگی مادانگ فاکس شناخته می‌شد، یک باشگاه فوتبال در پاپوآ گینه نو، مستقر در مادانگ بود.
این باشگاه یکی از اعضای موسس لیگ ملی فوتبال پاپوآ گینه نو در سال ۲۰۰۶ بود.
این تیم برای دو فصل متوالی لیگ قهرمانان اقیانوسیه در سال ۲۰۱۷ و ۲۰۱۸ واجد شرایط بود. از سال ۲۰۱۹، آنها با توسباب استالیونز ادغام شدند.